# Frappeur désigné
Le frappeur désigné (anglais designated hitter, abrégé en DH), parfois appelé frappeur de choix,,, est, dans la terminologie du baseball, un joueur designė avant la rencontre pour remplacer le lanceur lors de son tour de batte.
Il est habituellement choisi pour la qualité de sa frappe. Ce rôle est aussi souvent assigné à un joueur ayant des lacunes en défensives, puisque le frappeur désigné n'occupe aucune position sur le terrain. Ce frappeur est désigné en début de rencontre mais peut être remplacé en cours de match. Son rôle ne doit pas être confondu avec celui de frappeur suppléant.
Dans les Ligues majeures de baseball, la règle du frappeur désigné est introduite dans la Ligue américaine en 1973, et dans la Ligue nationale en 2022. La majorité des ligues mineures emploient cette règle. Au Japon, la Ligue du Pacifique emploie le frappeur désigné, mais pas la Ligue centrale.

## Histoire
La règle fut essayée pour la première fois en 1969 pendant le camp d'entraînement par Charlie Finley, le propriétaire des Athletics d'Oakland. La règle s'est établie dans la Ligue américaine en 1973. Le 6 avril 1973, Ron Blomberg devint le premier frappeur désigné des ligues majeures et devint également le premier frappeur désigné ayant atteint les buts.
Depuis l'introduction des matchs interligues en 1997, les équipes de la Ligue nationale peuvent utiliser un frappeur désigné quand elles jouent dans les stades des équipes de la Ligue américaine. Ainsi, Glenallen Hill des Giants de San Francisco est devenu le premier joueur de la Ligue nationale à aller à la batte à titre de frappeur désigné.
Outre les matchs interligues, seule la Série mondiale oppose un club de la Ligue nationale à un autre de la Ligue américaine, dans le cadre de la finale annuelle des Ligues majeures de baseball. À cette occasion, le frappeur désigné est employé par les deux équipes lors des matchs disputés sur le terrain du représentant de la Ligue américaine, mais c'est la règle de faire frapper un lanceur qui s'applique lorsque le match se déroule sur le terrain de la Ligue nationale.
Depuis 2010, des frappeurs désignés jouent pour les deux équipes et aucun lanceur ne va au bâton lors du Match des étoiles de la Ligue majeure de baseball, peu importe si le match est joué dans un stade de la Ligue américaine ou de la Ligue nationale. Le frappeur désigné était utilisé uniquement lors des matchs d'étoiles joués sur un terrain de la Ligue américaine de 1989 à 2008.

## Frappeurs désignés des ligues majeures

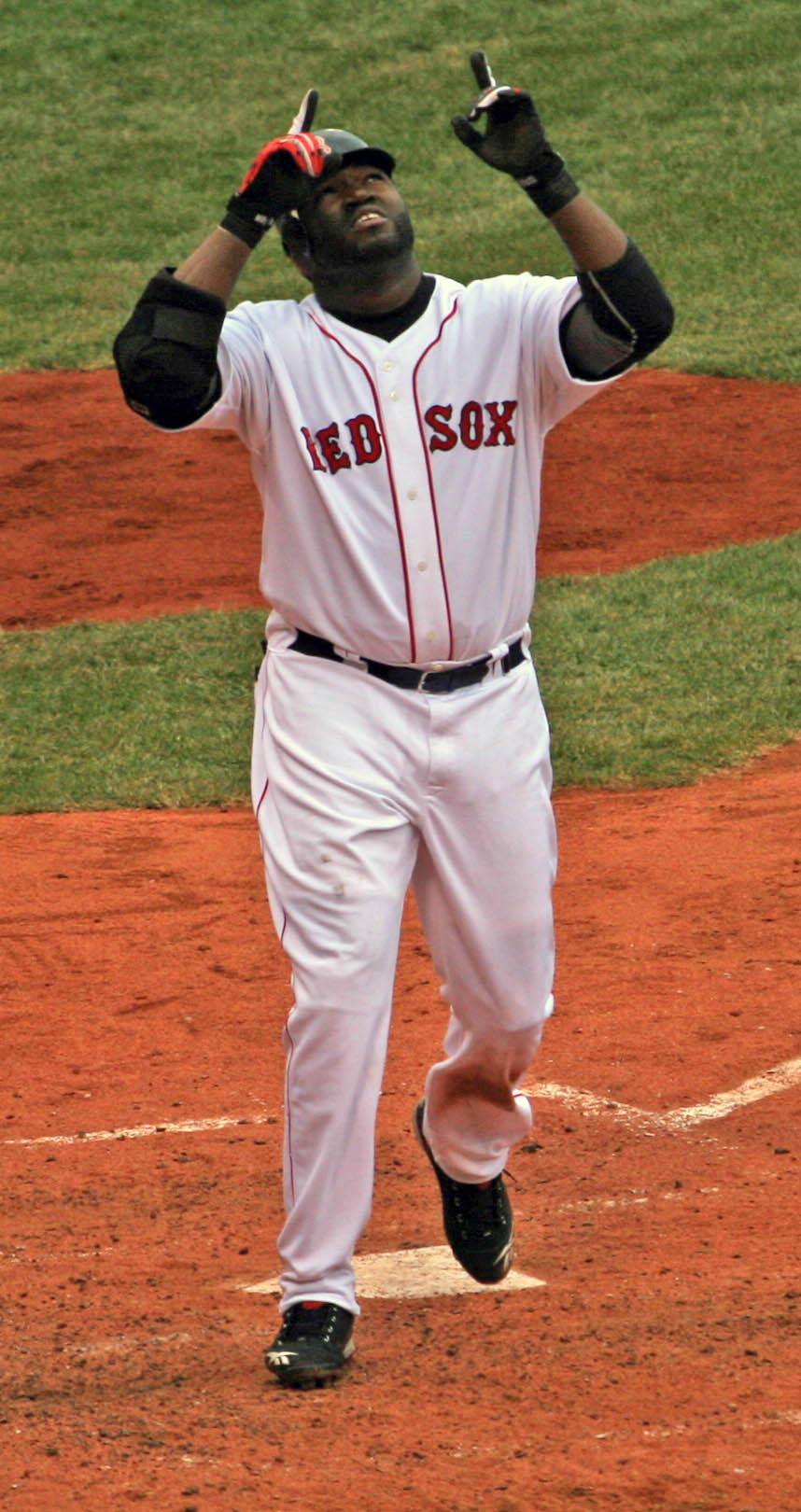
David Ortiz frappe un coup de circuit comme frappeur désigné pour les Red Sox

Seuls quatre joueurs ont enregistré plus de 300 présences au bâton comme frappeur désigné en 2006 : Carl Everett, Travis Hafner, Raul Ibanez et David Ortiz. Les dix autres équipes de la Ligue américaine n'utilisent pas un frappeur désigné attitré, mais plutôt un joueur d'une autre position. Par exemple Hideki Matsui des Yankees de New York joua comme frappeur désigné après une blessure. Un joueur peut aussi devenir frappeur désigné à la fin de sa carrière à cause de son âge, comme ce fut le cas pour Carl Yastrzemski et Al Kaline.

## Frappeurs désignés dans les ligues mineures
Les ligues mineures de baseball utilisent aussi les frappeurs désignés. Les équipes affiliées à la Ligue américaine les emploient toujours, mais pas les équipes affiliées à la Ligue nationale. La différence principale est que si l'une des deux équipes est affiliée à la Ligue américaine, un frappeur désigné est employé. C'est seulement lorsque les deux équipes relèvent de la Ligue nationale que les lanceurs doivent frapper eux-mêmes.

## Chronologie
- 1973 : Ron Blomberg fut le premier frappeur désigné des ligues majeures.
- 1973 : Tony Oliva fut le premier frappeur désigné ayant frappé un coup de circuit.
- 1976 : Dan Driessen fut le premier frappeur désigné en Série mondiale et le premier ayant frappé un coup de circuit pendant la Série mondiale 1976.
- 1989 : Pedro Guerrero fut le premier frappeur désigné du match des étoiles.
- 1995 : Edgar Martínez est le seul frappeur désigné ayant été champion de la moyenne au bâton.
- 1997 : Glenallen Hill fut le premier frappeur désigné pour une équipe de la Ligue nationale lors d'un match interligue.
- 1980 : Al Kaline fut le premier joueur élu au Temple de la renommée du baseball ayant joué au moins une partie comme frappeur désigné.
- 1993 : Paul Molitor est joueur par excellence de la Série mondiale 1993 après avoir disputé comme frappeur désigné tous les matchs (3) joués dans le stade de la Ligue américaine, et les 3 autres au troisième but[6].
- 2004 : David Ortiz est le premier frappeur désigné élu joueur par excellence de la Série de championnat de la Ligue américaine.
- 2009 : Hideki Matsui est le premier frappeur désigné à temps plein[7] à être élu joueur par excellence de la Série mondiale. Matsui joue les 3 matchs dans le stade de la Ligue américaine comme frappeur désigné, et contrairement à Paul Molitor en 1993 ne joue pas en défensive dans les 3 matchs sur un terrain de la Ligue nationale, se contentant d'apparitions comme frappeur suppléant[8].
- 2014 : Frank Thomas, à l'origine un joueur de premier but, est le premier joueur ayant été majoritairement (56 % de ses matchs) frappeur désigné durant sa carrière à être élu au Temple de la renommée du baseball. Auparavant, Paul Molitor, intronisé en 2004, avait joué environ 43 pour cent de ses matchs comme frappeur désigné[9].
- 2021 : Le premier joueur à avoir remporté l'honneur du joueur par excellence en étant un frappeur désigné pendant la majorité de la saison est Shohei Ohtani, qui a été le vainqueur unanime de la Ligue américaine tout en jouant également en tant que lanceur partant.